# Škoda T-40
Škoda T-40 (рус. Шкода Т-40) — опытный чехословацкий средний танк, разрабатывавшийся компанией Škoda в 1940-х годах. Прототип построен не был, проект остался на бумаге.

## История
Во второй половине 1945 года Военно-техническим институтом (VTU) интенсивно велась разработка танка TVP VTU, но в скором времени стало ясно, что танк разработки ВТИ не отвечает многим требованиям, например массе или мощности вооружения. Разработать параллельный TVP проект в начале 1946 года решила компания Škoda, в дальнейшем данный проект получил обозначение Škoda T-40.

## В массовой культуре

### В компьютерных играх
Машина представлена в ММО-игре World of Tanks в качестве чехословацкого премиумного среднего танка 6-го уровня.